# Раян Донк
Раян Донк (нід. Ryan Donk, нар. 30 березня 1986, Амстердам) — нідерландський футболіст суринамського походження, захисник клубу «Касимпаша» та національної збірної Суринаму. Чемпіон Європи серед молодіжних команд 2007 року.

## Клубна кар'єра
Народився 30 березня 1986 року в місті Амстердам. Вихованець юнацьких команд футбольних клубів «Нерландія» та «Зебюргія».
У дорослому футболі дебютував 2005 року виступами за команду «Валвейк», в якій провів один сезон, взявши участь у 7 матчах чемпіонату. Раян хотів отримувати більше ігрового часу і грати на більш високому рівні, тому після закінчення сезону покинув команду. Інтерес до захисника виявляли «Аякс», ПСВ і іспанська «Барселона», але всіх випередив місцевий АЗ. Клуб розглядав Донка в якості заміни Йорісу Матейсену, що саме покинув клуб і перейшов у німецький «Гамбург». Партнерами по команді Раяна стали Денні Куверманс, Шота Арвеладзе і Мусса Дембеле. 13 квітня 2008 року в матчі проти «Ексельсіора» Раяан забив свій перший гол за клуб. У сезоні 2006/07 вийшов з командою і фінал Кубка Нідерландів, втім не забив там вирішальний пенальті у ворота «Аякса», через що його клуб не здобув трофей.
31 серпня 2008 року Донк на правах річної оренди перейшов в англійський «Вест-Бромвіч Альбіон». 27 вересня 2008 року в матчі проти «Мідлсбро» він дебютував у Прем'єр-лізі, втім стати основним у складі нової команди не зумів, зігравши лише 19 ігор у чемпіонаті.

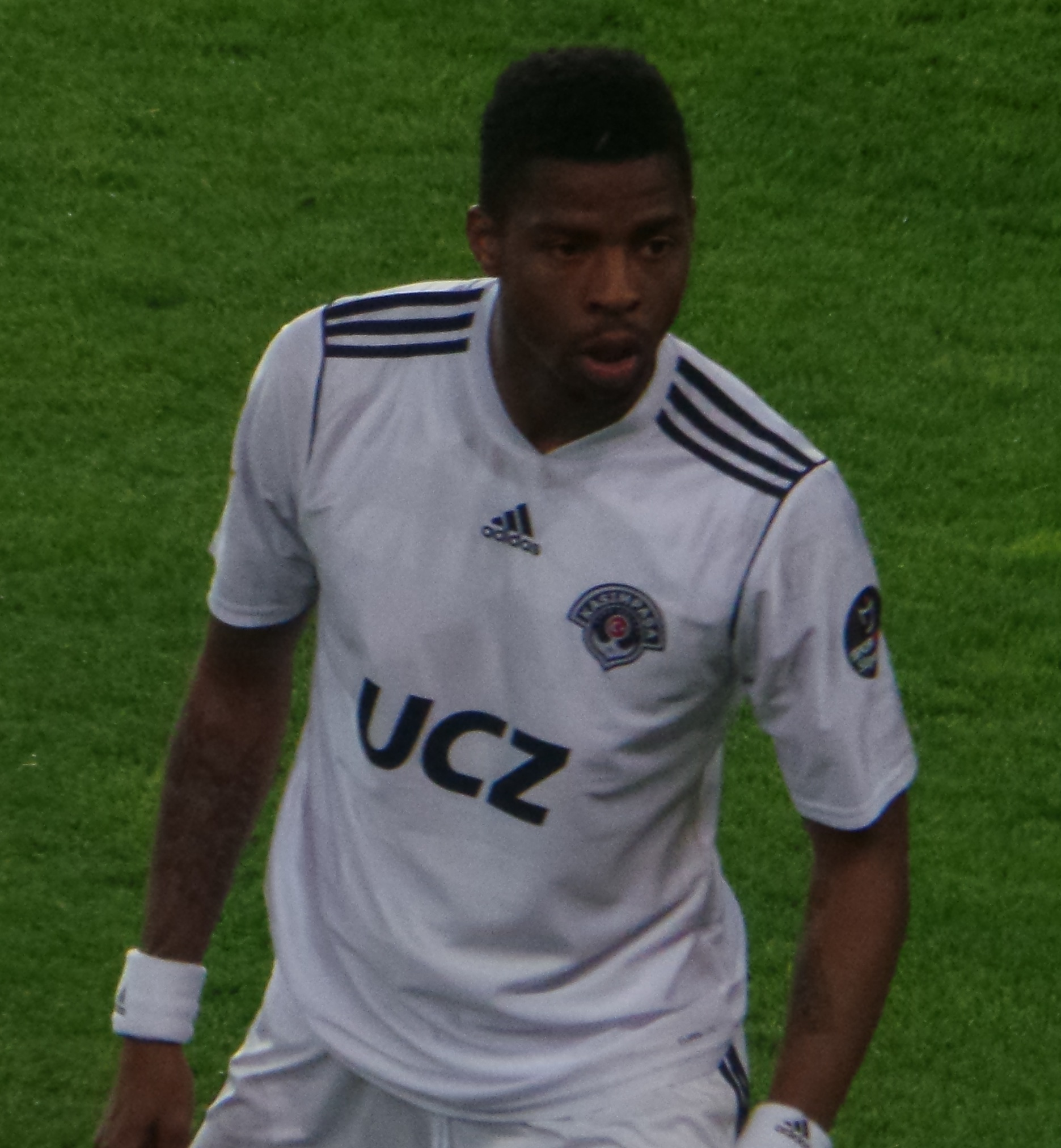
Раян Донк під час виступів за «Касимпашу». 2014 рік.

26 червня 2010 року Донк став гравцем бельгійського «Брюгге», підписавши чотирирічний контракт. 2 серпня 2009 року у матчі проти «Шарлеруа» він дебютував у Жюпіле-Лізі. 6 грудня у поєдинку проти «Локерена» Донк забив свій перший гол за новий клуб і допоміг команді здобути перемогу 1:0. Загалом відіграв за команду з Брюгге чотири сезони своєї ігрової кар'єри. Більшість часу, проведеного у складі «Брюгге», був основним гравцем захисту команди.
Влітку 2013 року Донк перейшов в турецьку «Касимпашу». 17 серпня в матчі проти «Карабюкспора» дебютував у турецькій Суперлізі. 16 вересня в поєдинку проти «Фенербахче» Раян забив свій перший гол за клуб. 15 грудня 2013 року на 31-й хвилині домашнього матчу 15-го туру Суперліги проти стамбульского «Бешикташа», зірвав атаку гостей, просто викинувши перед суперником Угу Алмейдою у штрафний майданчик другий м'яч, який кількома секундами раніше зловив з-за меж поля і в результаті чого отримав жовту картку
5 січня 2016 року Донк перейшов в «Галатасарай», підписавши контракт на 1,5 року. Сума трансферу склала 2,5 млн євро. 16 січня в матчі проти «Сівасспора» він дебютував за нову команду. 9 січня у поєдинку Кубку Туреччини проти «Каршияки» Раян забив свій перший гол за «Галатасарай». З командою Раян виграв Кубок Туреччини 2015/16, втім основним гравцем не став і 31 серпня 2016 року на правах оренди перейшов у іспанський «Реал Бетіс». У матчі проти «Севільї» він дебютував у Ла Лізі, замінивши у другому таймі Хоакіна. Після закінчення оренди, за час якої гравець зіграв 16 ігор у чемпіонаті, Раян повернувся в «Галатасарай». У 2018 році він допоміг клубу виграти чемпіонат. Станом на 7 грудня 2018 року відіграв за стамбульську команду 38 матчів у національному чемпіонаті.

## Виступи за збірні
Протягом 2006—2008 років залучався до складу молодіжної збірної Нідерландів. На молодіжному рівні зіграв у 22 офіційних матчах. У 2007 році Донк був включений у заявку збірної для участі у домашньому молодіжному чемпіонаті Європи. Він взяв участь у перших двох поєдинках проти молодіжних команд Ізраїлю і Португалії, після чого залишив розташування національної команди через те, що його сестра потрапила в аварію. Після того, як їй стало краще, він повернувся в команду. У півфіналі проти Англії у кінці матчу Донк зробив гольову передачу Масео Рігтерсу, який забив гол і перевів поєдинок у додатковий час. У серії пенальті точніше були нідерландці, 13:12. У фінальному поєдинку Нідерланди з Донком розгромили Сербію і виграли золоті медалі.
Народившись у Нідерландах та маючи суринамське коріння, Донк був запрошений на товариський матч національної збірної Суринаму у 2014 році, але не отримав дозвіл на виступи за команду.
Натомість у 2015 році Донк висловив зацікавленість у виступах за збірну Туреччини, отримавши право на проживання в країні. Втім від турецької команди офіційного виклику Раян так і не отримав.
| Дата       | Місто      | Господарі | Результат | Гості              | Турнір                         | Голи | Примітки |
| ---------- | ---------- | --------- | --------- | ------------------ | ------------------------------ | ---- | -------- |
| 24-03-2021 | Парамарибо | Суринам   | 3 – 0     | Кайманові Острови  | Відбір до ЧС 2022              | 1    |          |
| 27-03-2021 | Брейдентон | Аруба     | 0 – 6     | Суринам            | Відбір до ЧС 2022              | 1    | 30'      |
| 04-06-2021 | Парамарибо | Суринам   | 6 – 0     | Бермудські Острови | Відбір до ЧС 2022              | -    | 66'      |
| 08-06-2021 | Бриджв'ю   | Канада    | 4 – 0     | Суринам            | Відбір до ЧС 2022              | -    |          |
| 12-07-2021 | Орландо    | Ямайка    | 2 – 0     | Суринам            | Кубок КОНКАКАФ 2021 - 1-й етап | -    | 37'      |
| 16-07-2021 | Орландо    | Суринам   | 1 – 2     | Коста-Рика         | Кубок КОНКАКАФ 2021 - 1-й етап | -    | 31'      |
| Усього     |            | Матчів    | 6         |                    | Голів                          | 2    |          |

## Титули і досягнення
- Чемпіон Туреччини (2):

«Галатасарай»: 2017–18, 2018–19
- Володар Кубка Туреччини (2):

«Галатасарай»: 2015-16, 2018–19
- Володар Суперкубка Туреччини (2):

«Галатасарай»: 2016, 2019
- Чемпіон Європи (U-21): 2007